# باري غافين
باري غافين (بالإنجليزية: Barrie Gavin)‏ هو مخرج بريطاني، ولد في 10 يونيو 1935 في لندن في المملكة المتحدة.

## وصلات خارجية
- باري غافين على موقع IMDb (الإنجليزية)
- باري غافين على موقع ميوزك برينز (الإنجليزية)
- باري غافين على موقع ديسكوغز (الإنجليزية)
- باري غافين على موقع قاعدة بيانات الفيلم (الإنجليزية)
- باري غافين على موقع كينوبويسك (الروسية)